# Kloosterkazerne

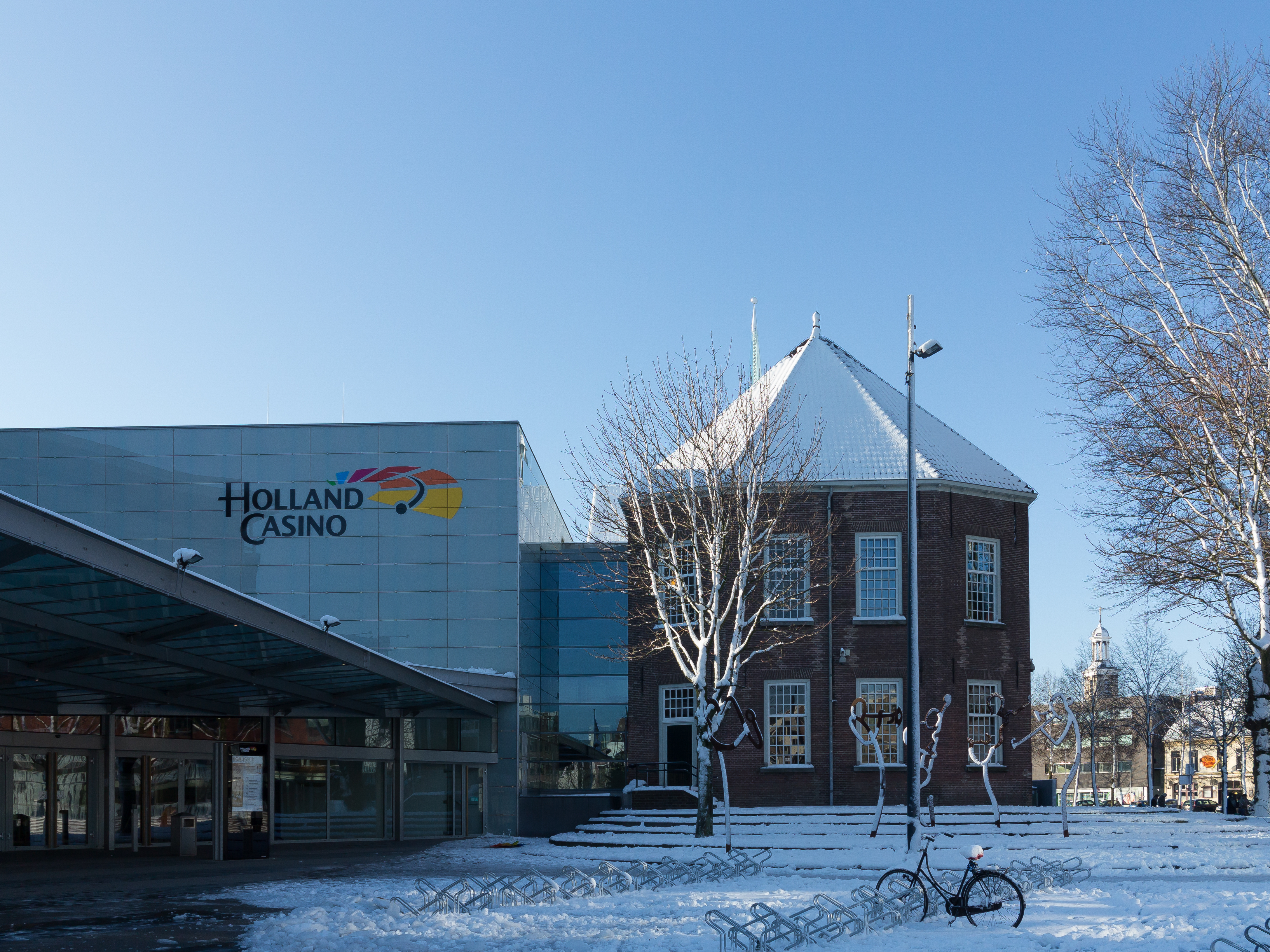
Breda, Holland Casino

De Kloosterkazerne is een bouwwerk in Breda aan het Kloosterplein en de Claudius Prinsenlaan in het centrum van de stad. Het ligt dicht bij de wijk Chassé Park. Het maakte oorspronkelijk deel uit van een nonnenklooster gebouwd in opdracht van het Norbertinessenconvent Sint-Catharinadal.

## Geschiedenis
De zusters van Sint-Catharinadal, kregen van Raso II van Gaveren (Heer van Breda), nadat zij in 1295 waren ingetrokken in het gasthuis van Breda, toestemming een nieuw verblijf buiten de stadsmuren te bouwen op een hoger gelegen terrein (dekzandrug), vlak bij een eikenbos. In 1308 werd daarom een houten klooster gebouwd met bijbehorende kapel (Sint-Catharinadalkapel). De kapel (eerste vermelding 1314) was een zaalkerk, bezat mogelijk een plavuizenvloer en was vermoedelijk in romaanse stijl gebouwd. Het klooster was toegankelijk vanuit de stad door een speciale nonnenpoort, nabij de molenstraat en de gevangenispoort. Een brug over de stadsgracht bood toegang tot het complex. Het complex bezat een groot terrein waarop landbouw werd bedreven, het zogenaamde Nonnenveld. Er was een vijver aanwezig die mogelijk diende voor visvangst. Ook was er een ziekenhuis (1480) en een rosmolen (1453) aanwezig. Oorspronkelijk werd de mis in de kapel uitsluitend bijgewoond door nonnen. Later werd deze kapel echter ook toegankelijk voor openbare (katholieke en protestante) diensten.
Het huidige gebouw diende oorspronkelijk als kloosterkapel en werd gebouwd in de periode 1501-1504 naar plannen van bouwmeester Cornelis Joos. Er is sprake van een dubbelkapel: geestelijken zaten boven, afgezonderd van de overige kerkgangers. Inwijding op 26 juni 1504 door Egidius de Mercia. Met de bouw van nieuwe stadsmuren tussen 1531 en 1536 kwam de kloostergemeenschap binnen de stadsgrenzen te liggen. Een deel van het terrein (waaronder het Nonnenveld) bleef echter buiten de stadsmuren, waardoor deze feitelijk werden onteigend. In 1520 brandde het ziekenhuis op het complex af. Waarschijnlijk in verband met een uitbraak van pest.
De kapel bleef gespaard bij de grote stadsbrand op 23 juli 1534. De rest van het kloostercomplex brandde echter af. De kapel is een langgerekt en hoog gebouw, in laat Brabants Gotische stijl, waarvan de steunberen natuurstenen speklagen hebben.

In 1646 werd in dit gebouw gevestigd de door prins Frederik Hendrik gestichte Illustere school (tot 1669). De nonnen vertrokken daarom in 1646 naar een ander onderkomen (het huis Assendelft in de Nieuwstraat) in Breda om op 16 oktober 1647 naar Oosterhout te vertrekken. Tijdens de oorlog met Frankrijk kwamen de zusters terug in 1672 om in 1679 voorgoed te vertrekken naar Oosterhout. Op 11 juli 1679 werd de laatste openbare mis voorgelezen. 

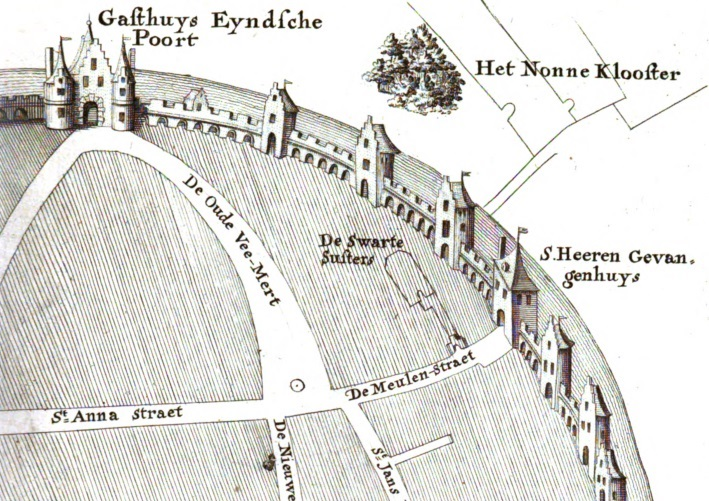
Het Nonneklooster buiten de stadsmuren in 1350
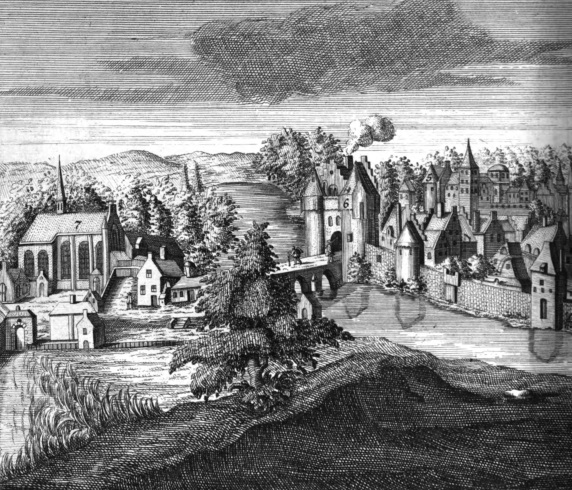
Zicht op Sint-Catharinadal (7) in 1500. Met Nonnenpoort (6) en Sint-Janskapel (5).
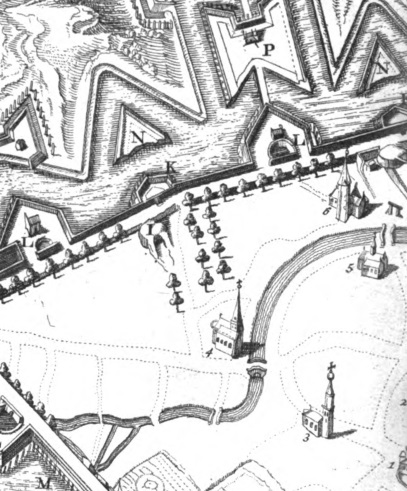
Binnen de stadsmuren in 1622 (6). Met gasthuis (4).

Na 1679 werd de kapel gebruikt door hervormden. In een latere periode diende zij als hooischuur. Het klooster kwam toen in handen van particulieren. Thomas Ernst van Goor schrijft hierover in zijn kroniek Beschryving der stadt en lande van Breda: Naa 't vertrek der Nonnen, zijn de gebouwen van dit Klooster in vier byzondere Wooningen verdeelt, welke of door gunst bewoont, of ten voordeele van den Heer verhuyrt zyn. In 't jaar 1740, zyn de zelve alle met de Kapel, op 't uytdruckelyk bevel des Prinsen van Oranjen, verkogt.
In 1814 kreeg het gebouw de functie van kazerne. Daartoe werden twee tussenvloeren aangebracht. Vanaf 1846 werd een veel ingrijpender verbouwing doorgevoerd waarbij delen van het klooster werden vervangen door de oostvleugel van de kazerne. Deze verbouwing hing samen met het verdwijnen van de Bredase vestingwerken waardoor ruimte kwam voor extra bebouwing. Hierdoor kwam naast de kloosterkazerne 20 hectare oefengrond vrij. Op dit terrein is in 1898 de Chassékazerne gebouwd.
In 1862 werd de oorspronkelijke zuidvleugel gesloopt en op de plaats van de voormalige refter werd een nieuwe gebouwd. De kloosterkazerne maakte lang deel uit van de Chassékazerne. In 1946 werd het commando Luchtvaarttroepen gehuisvest in de kloosterkazerne. Later werd deze vervangen door de schietschool. In 1992 werd de kazerne opgeheven.
In voorbereiding op het nieuwe bestemmingsplan tot theater en casino vond er in de periode 1993 en 1994 een groot archeologisch onderzoek plaats. Vervolgens werd in 1995 de oostvleugel gesloopt en vervangen door het Chassé Theater.

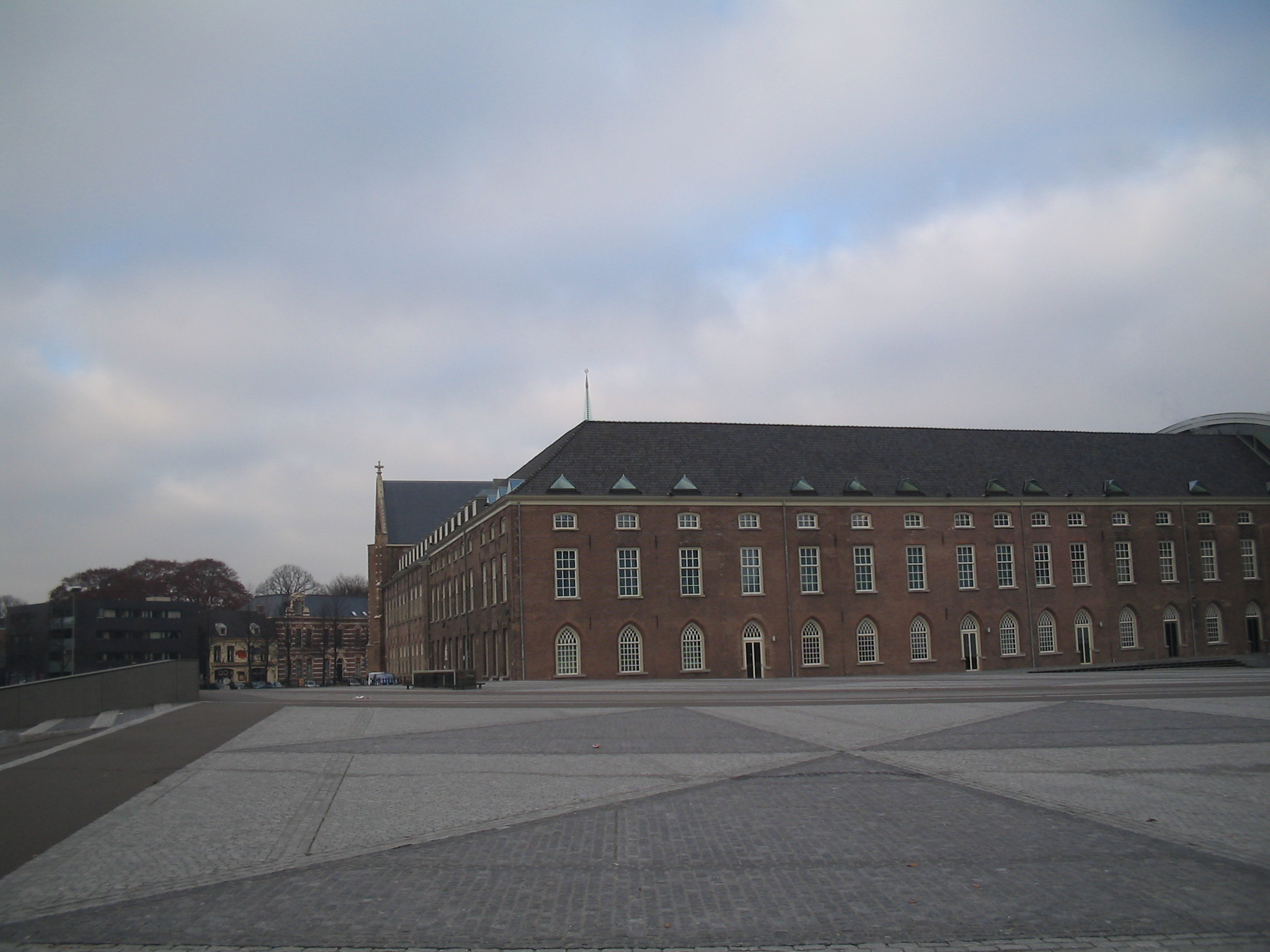
Achterzijde: de kazerne

Het Holland Casino Breda vestigde zich in 2003 in het overige deel van het complex. Bij de verbouwing (totaal kosten 42 miljoen gulden) heeft men rekening gehouden met de oorspronkelijke functie. Zo werden alle verdiepingen uit de kloosterkazerne verwijderd waardoor de oorspronkelijke ruimte werd hersteld en bleven de originele ramen intact. De kelder werd toegankelijk gemaakt waarbij casinobezoekers zicht kregen op de funderingen van het oorspronkelijke gebouw uit 1308. De verbouwing liep vertraging op doordat op muren van de kloosterkapel fresco's ontdekt werden met afbeeldingen van engeltjes en versierde vazen. Ook deze schilderingen zijn nog steeds zichtbaar. Het Breda's Museum heeft in het casino een 'Buitenpost' ingericht.

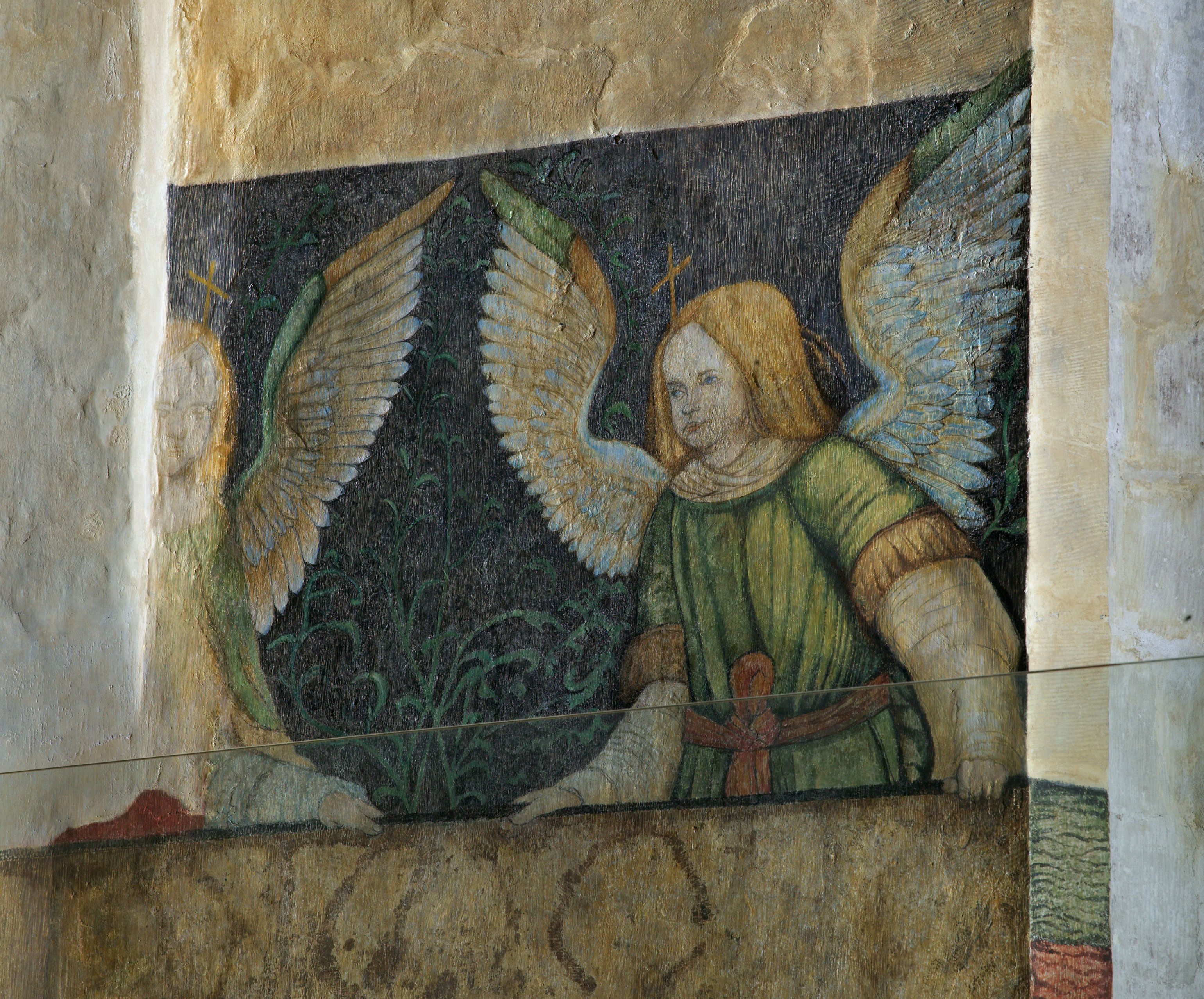
Muurschildering kapel kloosterkazerne
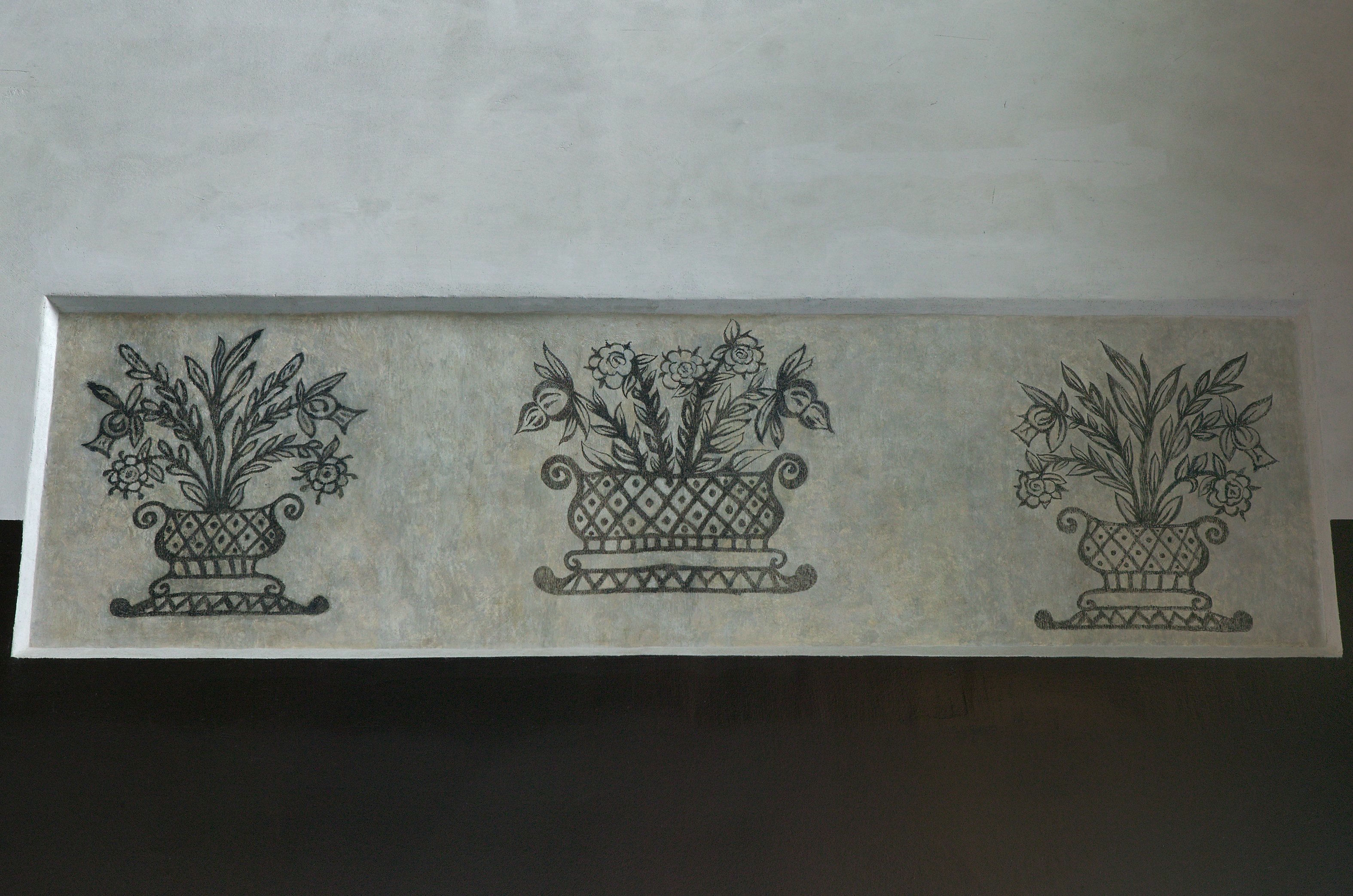
Muurschildering kapel kloosterkazerne

## Trivia
- Een reconstructie van het oorspronkelijke torentje is uitgevoerd in glas. Het klokje is een overgegoten replica van het origineel dat zich bevindt in het Sint-Catharinadal in Oosterhout. Het klokje slaat eens in de 24 uur op een willekeurig tijdstip. Eloi Koreman is de architect.[7]
- Bij de inrichting van het casino heeft men rekening gehouden met de regels van Feng Shui. Zo wordt er bewust geen gebruik gemaakt van de kleur wit en zijn er veel spiegels aanwezig.[8]
- Het casino kocht de kloosterkazerne in 1998 voor 1 gulden.[5]
- De ovale moderne ramen aan de voorzijde van het gebouw zijn een verwijzing naar de fiches gebruikt in het casino.